# Vojmirophthalmus
Vojmirophthalmus is een geslacht van kreeftachtigen uit de klasse van de Malacostraca (hogere kreeftachtigen).

## Soorten
- Vojmirophthalmus minabensis (Sakai, 1961)
- Vojmirophthalmus nacreus (Alcock, 1899)